# Neopilio
Neopilio − rodzaj kosarzy z podrzędu Eupnoi i rodziny Neopilionidae. Jedyny znany rodzaj monotypowej podrodziny Neopilioninae. 

## Występowanie
Przedstawiciele rodzaju tu gatunki endemiczne dla Republiki Południowej Afryki.

## Systematyka
Dotychczas opisano 2 gatunki należące do tego rodzaju:
- Neopilio australis Lawrence, 1931[1]
- Neopilio inferi Lotz, 2011[2]